# 뱅상 드프란
뱅상 드프란(프랑스어: Vincent Defrasne, 1977년 3월 9일~)은 프랑스의 전직 바이애슬론 선수이다. 올림픽에 3회 참가했으며 2002년 동계 올림픽에서 남자 계주 동메달, 2006년 동계 올림픽에서 남자 추적 금메달과 계주 동메달을 획득했다. 또한 세계 선수권 대회에서 금메달 2개, 은메달 1개, 동메달 3개를 획득했다.